# 감자 녹말
감자 녹말 또는 감자 전분은 감자에서 추출한 녹말 가루이다.

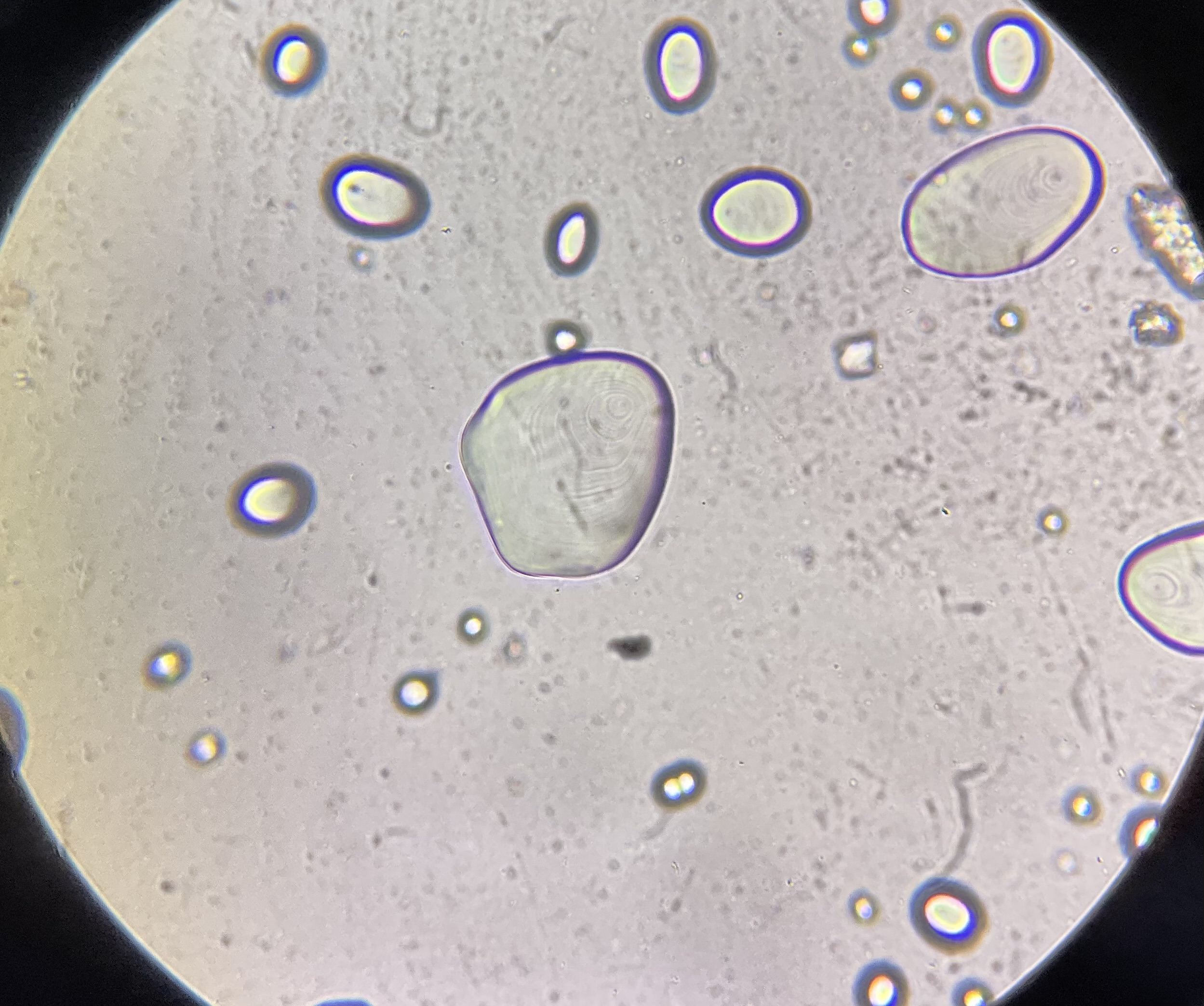
감자 녹말 알갱이를 광학 현미경 40배율 렌즈로 확대시킨 사진.

## 만들기
감자를 갈아서 가라앉힌 앙금을 말려 만든다. 

## 사진 갤러리

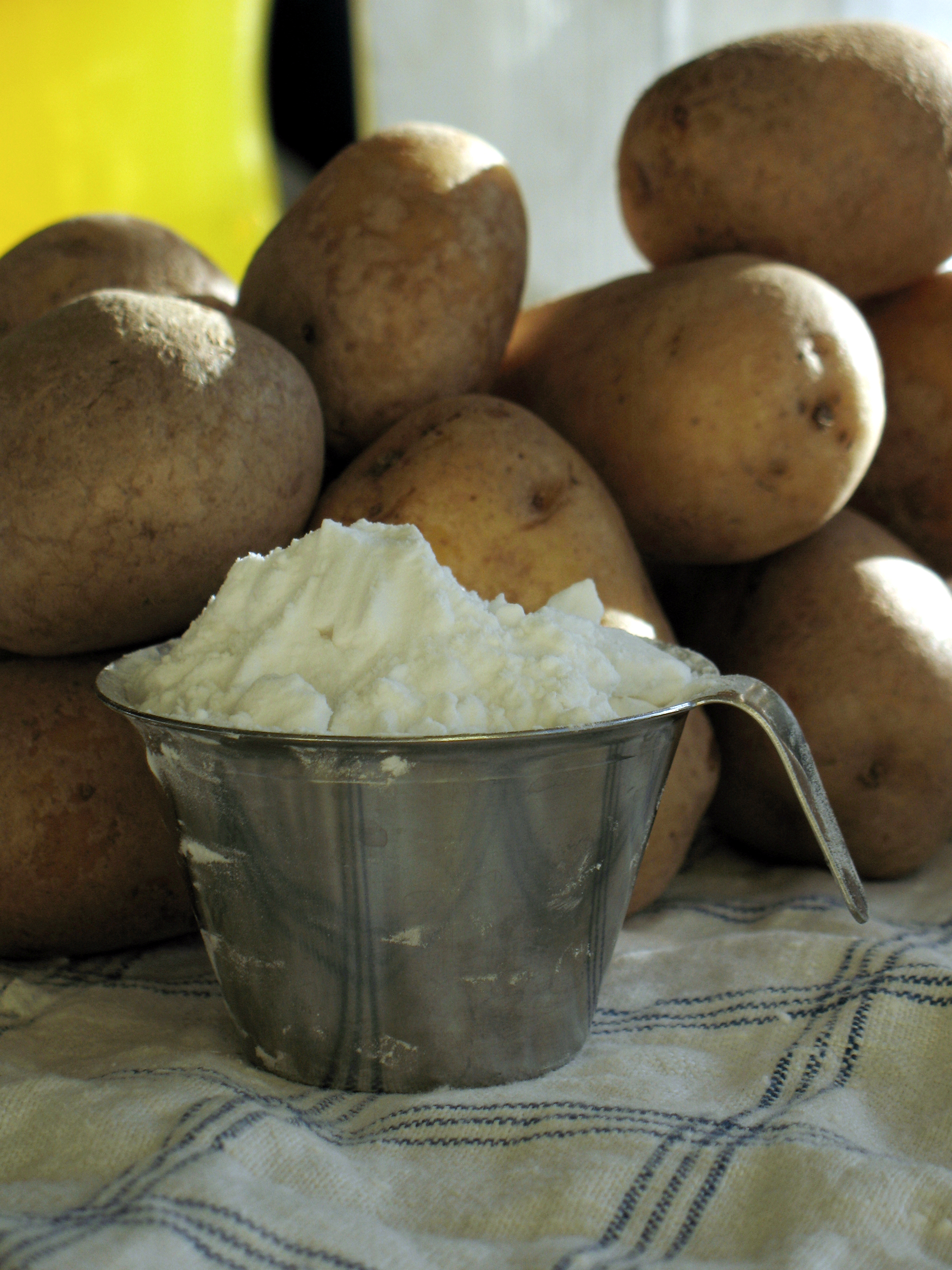
감자 녹말

## 같이 보기
- 고구마 녹말
- 녹두 녹말
- 옥수수 녹말
- 칡 녹말
- 카사바 녹말